# 19443 Yanzhong
19443 Yanzhong è un asteroide della fascia principale. Scoperto nel 1998, presenta un'orbita caratterizzata da un semiasse maggiore pari a 2,3313735 UA e da un'eccentricità di 0,1424582, inclinata di 5,14281° rispetto all'eclittica.